# Steve McCraven
Stephen „Steve“ McCraven (* 7. August 1954 in Washington, D.C.) ist ein amerikanischer Jazzmusiker (Schlagzeug). 

## Leben und Wirken
McCraven lernte seit dem achten Lebensjahr Schlagzeug und spielte in Schulbands. Mit 14 Jahren wurde er Mitglied im TC Grand Ensemble in Cheshire unter der Leitung von Sonny Costanzo. Er studierte am Berklee College of Music bei Alan Dawson und Joseph Hunt und an der University of Massachusetts bei Max Roach. Er tourte 1977 mit Marion Brown in Europa und war an dessen Album La Placita beteiligt. 1978 nach Paris ausgewandert, nahm er Unterricht bei Philly Joe Jones, Kenny Clarke und Oliver Johnson.
McCraven gehört seit 30 Jahren zum Quartett von Archie Shepp und tritt auch regelmäßig mit David Murray sowie mit Piotr Wojtasik auf. Auch spielte er mit Mal Waldron, Harold Ashby, Freddie Hubbard, Hank Crawford, Charles Tolliver, David Fathead Newman, Sugar Blue, Horace Parlan, Michael  Gregory, James Moody, Pee Wee Ellis, Benny Golson, Éric Le Lann, Michel Graillier und Jalal Mansur Nuriddin (The Last Poets). Als Leiter eigener Gruppen veröffentlichte er zehn Alben. Er ist auch auf Alben von Yusef Lateef, Jemeel Moondoc, Sonny Grey, Kirsti Alho, Calvin Newborn, Kali Z. Fasteau oder Tom McClung zu hören.
McCraven gab zahlreiche Masterklassen und lehrte an mehreren Musikschulen in Frankreich und den USA. Er ist der Vater des Schlagzeugers Makaya McCraven.

## Diskographische Hinweise
- Wooley the Newt (Sweet Earth Records 1979)
- Intertwining Spirit, featuring Sam Rivers (Free Lance Records 1983, mit Talib Qadir Kibwe, Steve Neil sowie Ágnes Zsigmondi)
- Joe Fonda, Stephen McCraven, Tony Purrone: Up from the Sky (Kaleidoscope Records 1989)
- Song of the Forest Boogaraboo, featuring Archie Shepp (World McMusic 1995)
- Bosco, featuring Archie Shepp & Arthur Blythe (EFMIC Records 1997)
- Black Studies (Big TreeMusic 2003)
- Janczarski & McCraven Quintet Liberator (For Tune 2018, mit Borys Janczarski, Adam Kowalewski, Joanna Gajda, Rasul Siddik)